# Cantón de Saint-Maixent-l'École-1
El cantón de Saint-Maixent-l'École-1 era una división administrativa francesa, que estaba situada en el departamento de Deux-Sèvres y la región de Poitou-Charentes.

## Composición
El cantón estaba formado por seis comunas, más una fracción de la comuna que le daba su nombre:
- Augé
- Azay-le-Brûlé
- Cherveux
- François
- La Crèche
- Saint-Maixent-l'École
- Saivres

## Supresión del cantón de Saint-Maixent-l'École-1
En aplicación del Decreto n.º 2014-176 de 18 de febrero de 2014, el cantón de Saint-Maixent-l'École-1 fue suprimido el 22 de marzo de 2015 y sus 7 comunas pasaron a formar parte; seis del nuevo cantón de Saint-Maixent-l'École y una del nuevo cantón de Autize-Égray.